# 不発弾

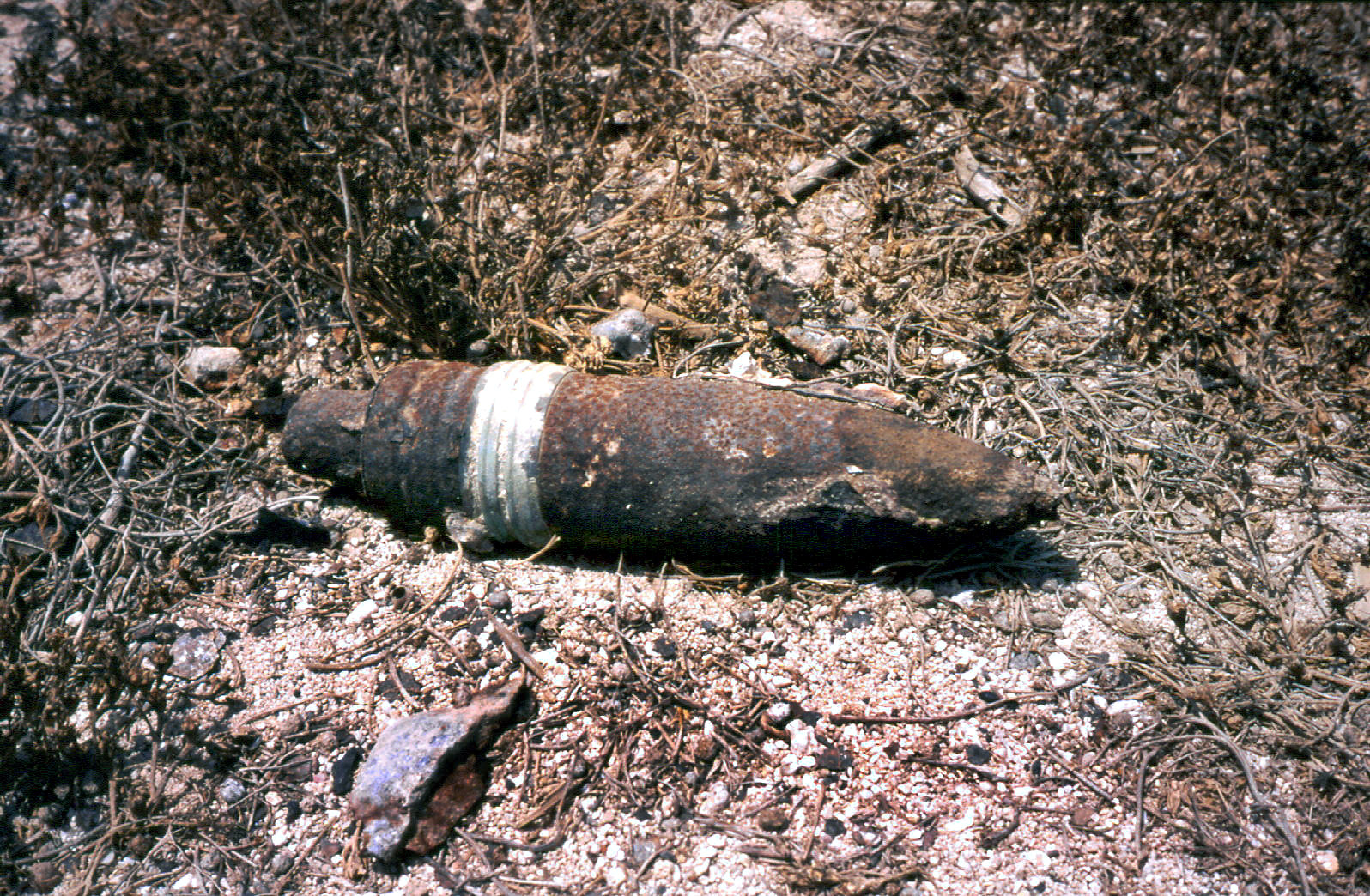
不発で発見されたイラク軍の砲弾

不発弾（ふはつだん）は、起爆に関する機構に何らかの不具合があって爆発せずにある砲弾、ロケット弾、誘導弾などの弾薬類の総称である。
- 発射薬に関する異常で発射されなかった弾薬類も、一般には不発弾と呼ばれるが、専門的には不発射弾と呼ばれる。不発射弾については後述。
- 転じて、何等かの効果が期待されて行われた動作や興行などが、期待された効果を生まなかった場合に、不発弾や不発と形容される。

## 概要

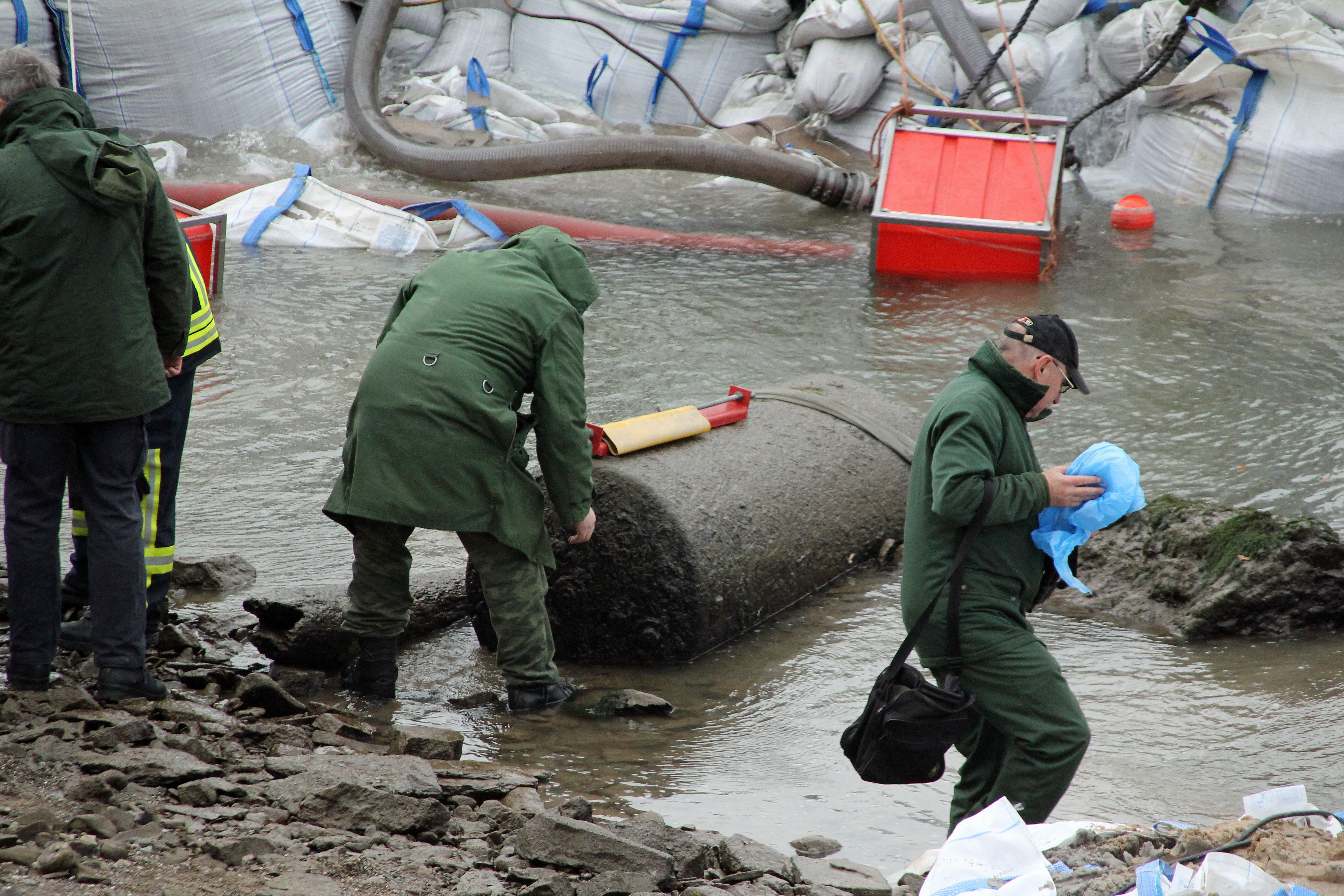
川床から不発弾として発見された第二次世界大戦期の4,000ポンド爆弾。ブロックバスターとも呼ばれる大型爆弾で、名前の通り街の1ブロックの建造物を焼失させる威力を持っていた（2011年コブレンツ）

不発弾は、火工品である弾薬が正常に機能しなかったという点で、広義の不良品である。元来、人や物品、施設に損害を与えるのが目的である以上、一定の破壊力を有しているため、後々になって何らかのきっかけにより動作した場合には、本来の目標とは異なる対象を破壊してしまうこともあり、特に戦闘が終結したあとに残された不発弾で問題とされる。
不発弾の原因のほとんどは、信管の動作不良によるものだが、外見から原因を断定するのは困難であり、取り扱いには注意を要する。原因の一例を挙げれば以下のようなものがある。
- 柔らかい土壌に落下して着発信管に適切な衝撃が加わらないなど、起爆に必要な条件が満たされなかったもの
- 起爆薬・伝爆薬・炸薬いずれかの劣化による作動不良
- 安全機構の解除に必要な遠心力などの外力が、なんらかの原因で得られなかったもの
- 近接信管のレーダーなど、電気的な部品の作動不良によるもの

この他にも様々な要因によって不発弾は発生し得る。効果の遅延、長期化を狙って時限信管の起爆タイマーが数百時間にセットされた物もあり、外見から不発弾と区別することは不可能である。
炸裂機能のある弾薬類は基本的に、先端・後端または両端に取り付けられた非常に敏感な信管が先に炸裂し、鈍感だが威力の高い炸薬を誘爆させる構造になっている。信管は、衝撃などで作動する撃針が、敏感だが威力の弱い起爆薬を爆発させ、やや感度は劣るが威力の高い伝爆薬を誘爆させる構成が一般的で、このような弱い爆薬から強い爆薬へと連鎖反応的に誘爆させていく機構を炸薬系列と呼ぶ。通常は、この炸薬系列にカム、タイマー、電池、レーダーなどを組み合わせた安全機構を組み込んで、無用に爆発しないような状態で貯蔵・運搬される。使用される際に、この安全装置を外し忘れるといった人為的な原因でも不発弾は発生する。
19世紀後期以降に開発された高射砲や艦載砲、野戦砲の多くは、用途や標的の種別に応じて砲弾の信管を変更して発射できることが一般的であり、砲弾の先端には信管を取り付けるためのねじ山である信管孔（しんかんこう）が切られている。こうした砲弾は、平時は内部の炸薬の保護や玉掛けなどでの輸送のために、弾頭栓（だんとうせん）と呼ばれる木製やベークライト製などの保護栓や、揚弾栓（ようだんせん）と呼ばれる取っ手（またはアイボルト）付きの金属栓が取り付けられており、こうした弾頭栓の外し忘れや、弾頭栓取外し後の信管の取付け忘れなどの人的ミスにより、信管が取り付けられていない状態の砲弾が発射されることがある。こうした砲弾は信管が無いため、着弾しても炸裂できず不発弾となる。

## 不発射弾
多くの弾丸、特に銃弾は弾頭と発射薬（装薬）、銃用雷管が薬莢に組み付けられた装弾（実包）の形態で使用者に供給されることが多い。また、大砲でも比較的小口径のものの場合には、銃弾と同様の形態で砲弾が供給される場合がある。
こうした構造の弾丸の場合、何らかの原因で雷管が不発火、あるいは雷管が発火しても装薬が不発火することにより、不発（不発射弾）が発生する場合がある。砲弾の場合にはたとえ雷管が発火して発射されても、着弾後の信管の不発火により結果として不発弾が発生しうる。
小火器の弾丸の場合、作動不良を起こした弾丸を銃器から抜き出さないと次の弾丸を発射できない構造の物も多い。特に、発射薬の燃焼エネルギーの一部を利用して自動的に再装填を行う機関砲、機関銃、短機関銃、自動拳銃などの自動火器ではそこで連続発射が停まってしまう物もあるため、発射トラブル（排莢不良/ジャム）となる。チェーンガンないしガトリング砲のように外部から動力を得ている物は、空薬莢も不発弾も区別なく強制的に捨てられるため、動作不良の原因になることはない。
迫撃砲の不発射の場合、信管は作動していないが発射装薬が活きている状態となる。しかも、砲身の一番下にある砲弾を専用工具などを用いて砲口から取り出すという特殊な作業が必要になる。富士総合火力演習にて迫撃砲の不発射が観客の目の前で起きたことがあり、以後は安全策として観客席から離れた位置からの射撃に変更となっている。
戦車のように密閉された場所の場合、狭い車内で砲弾を安全に薬室から取り出した後に狭いハッチから外に出し、車体上から地面まで降ろさなくてはならないため、不発射弾の処理には大きな危険が伴う。
無反動砲のような火砲の場合、撃針で雷管を叩いて不発射となった場合、後述の遅発が疑われるため、一定の時間射撃姿勢を維持して射出に備え、定められた時間が経過した後に砲手および副砲手・安全係などが、射場指揮官の統制のもと、不発弾を安全な方法で回収し処理部隊に後送している。弾頭と発射薬が分離されている大型の榴弾砲などで、装薬の不具合が原因の場合、一定時間経過後に装薬を交換して射撃する場合もある。
無反動砲の縮射弾射撃の場合、操作ミスにより不発弾が発生してしまう場合が存在するが、基本的にその場で処理される。84mm無反動砲の場合は、64式7.62mm小銃を携行して、不発射となった弾薬を射撃処理する。60式106mm無反動砲の場合は、12.7mm重機関銃M2やスポットライフルを用いて処理する。

### 遅発
撃針の打撃と同時に発火しなかった雷管または発射薬が、時間を置いてから発火する事象は遅発と呼ばれる。不発射弾が薬室に装填されたままの状態で遅発が起きた場合、通常の射撃同様の威力で弾丸が発射されるため、暴発や誤射などの重大な人身・物損事故の原因となりうる。
日本における狩猟・射撃競技用のライフル銃や散弾銃の取扱要領においては、不発射弾は不発であると同時に遅発（ちはつ）であることも想定して事後処理を行うことが推奨されている。
上記取扱要領においては、引金を引いて撃鉄を落とした際に不発射弾が発生した場合には、遅発に備えて薬室をすぐに解放せず、銃口を安全な方向に向けた上で、その射撃姿勢を10秒程度維持し、遅発が発生しなかったことを確認してから銃の薬室から不発射弾を取り出し、速やかに銃砲店に不発射弾の廃棄を依頼することとされている。
資料によっては、遅発は
- 長期間保存した古い実包
- 湿気を帯びた実包
- 雨に濡れた実包

などにおいて多く見られるともされている。
遅発は、上記の時間を遥かに超えてから発生する場合もある。64式7.62mm小銃の開発者の一人である伊藤眞吉の著述によると、科学警察研究所にてあさま山荘事件で犯人側凶器として使用された散弾銃および紙ケース製実包を、殺傷能力鑑定のために立て篭もり当時の状況を再現して実射試験を重ねていた際に、1発の実包の不発火が発生。技官がその不発射弾を室内射撃場の床の上に安置して試験を継続した後に帰宅したところ、不発射弾であった実包が夜間に遅発して射場内に散弾がバラバラに飛散していたことが翌朝になって確認された事例があったという。伊藤はこの件について不発火から遅発発生までの正確な所要時間は不明なものの、計測を行っていれば恐らく遅発の世界最長記録となっていただろうと記述している。
かつて小銃・散弾銃実包が黒色火薬による品質のバラツキの大きいハンドロードが主流であった時代には、元折式散弾銃においては撃鉄が機関部の外に露出した有鶏頭と呼ばれる構造（いわゆるオープンハンマー）が存在したため、銃によっては不発射弾を装填したまま撃鉄を起こし、再度雷管への打撃を行うことで撃発を期すこともあった。特にアメリカ軍ではボルトアクションのM1903小銃や、セミオートマチックのM1ガーランドまでは薬室を閉鎖したまま撃茎や撃鉄を起こすことが可能であったため、小火器操典上においても、不発火の際には遅発に備えた待機の後の不発射弾排除よりも、雷管の再打撃が優先される場合があったが、第二次世界大戦前後には多くの国家において、無煙火薬による品質の安定した工場装弾が主流となったため、ほとんどの銃が撃鉄が機関部に内蔵されたことで独コッキングが行えなくなった無鶏頭と呼ばれる構造（インナーハンマー）に移行し、再打撃による発火の試行は不発火に対する対処法の主流では無くなっていった。

## 不発弾の問題

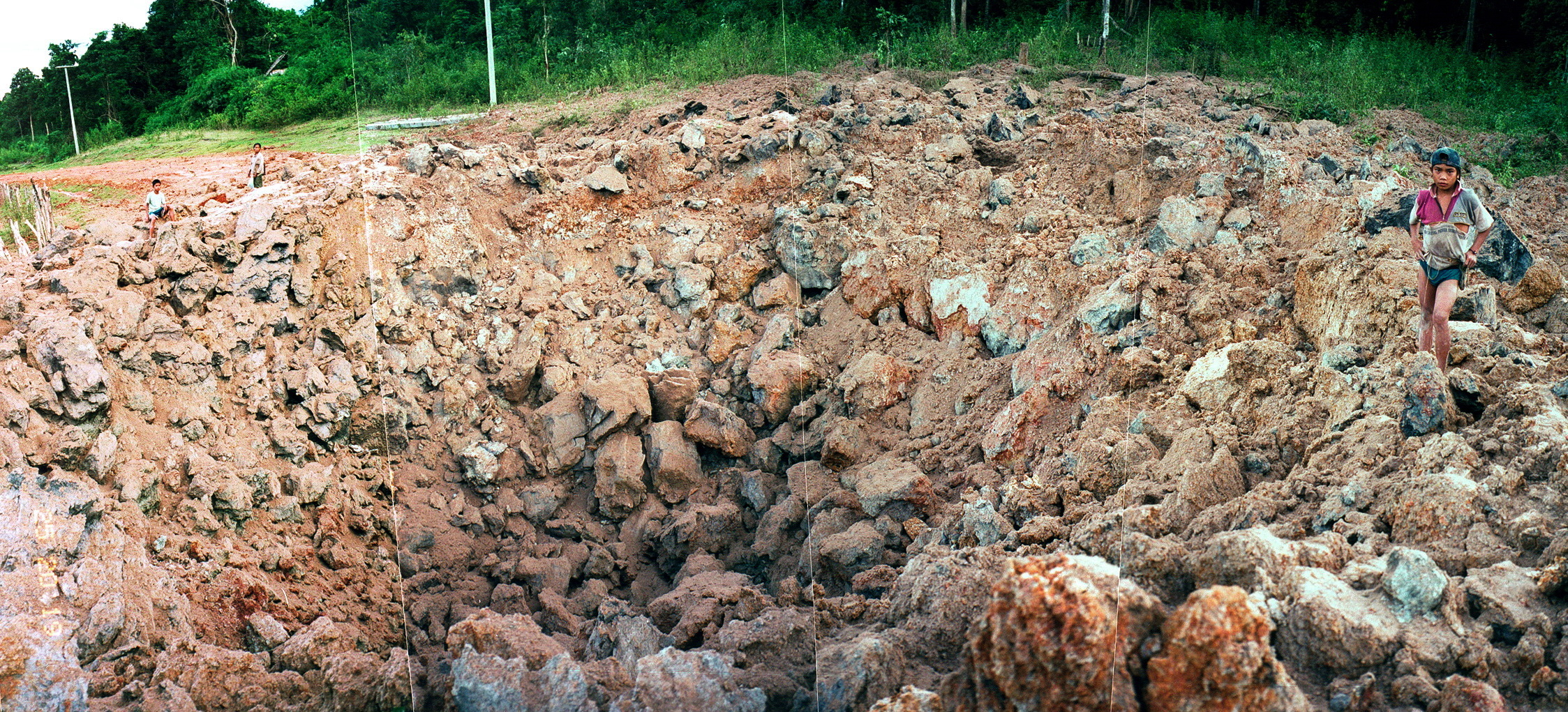
爆発により大きく抉られた道路（ラオス）

戦時中において、不発弾が問題とされるのは作戦（戦術）の可否においてのみで、特に大量の爆弾を使用している場合には、何割かが爆発しなくても、予測できる範疇内であれば、ほとんど問題とされない。例えば、爆撃において2割の爆弾が不発弾になるとの予想があれば、2割5分多めに爆弾を積載して爆撃するといった方法で対処される。
この不発弾に「機能上に欠陥がなくとも爆発しなかった物」がある場合、安全装置が外れた「信管に適切に衝撃を加えさえすれば、すぐ爆発する」状態で放置されることになる。このような不発弾は、一種の地雷のようなもので、戦後復興の妨げになる。フランスでは、第一次世界大戦の不発弾が今でも大量に残っており、全てを処理するには700年ほどの時間を要するとされる。
爆弾は通常、鉄製の容器に火薬を充填しており、特に戦乱の長く続いた地域で発生する資源不足の折に、スクラップとして鉄製品にリサイクルされるという例もある。こうした目的で不発弾を回収したスクラップ業者などが、信管を処理する段階で失敗、爆発させてしまい爆死するという事件も報じられている。また、畑などに落ちた爆弾を処理しようと掘り起こしていて、被害に遭うケースもある。
第二次世界大戦の際、米国は日本に対して焼夷弾を大量に使用し、この中にも発火に失敗して不発弾となった物があった。
大量の小型爆発物を散布するクラスター爆弾のような兵器では、後々に残る不発弾の量も多く、使用された紛争地域での問題となっているため、オスロ条約など規制を求める議論も起きている。
2018年8月、ドイツ・ブランデンブルク州で山火事が発生した際には、山林に散乱していた不発弾が多数爆発。負傷者はいなかったが、消火の支障となった。

## 問題の回避
爆弾をわざと劣化しやすいように設計し、一定期間経った物は爆発しないようにする設計思想もあるが、この方法は動作不良にも繋がるため、採用はあまり進んでいない。
不発そのものを減らす工夫では無いものの、不発弾を発見しやすく、注意を喚起するよう、黄色などの目立つ色に塗装することもある。これらは不発弾回収の便を考慮してのものではあるが、逆に目立つ色であることから、事情を知らない子供が拾って弄っていて爆死するケースもある。
アフガニスタンで使用されたクラスター爆弾では、黄色い清涼飲料水の容器サイズである円筒形の子爆弾に帯や風船（小さなパラシュート構造）がついていたが、これを市民が弄って死傷したため、先の使用禁止の議論にも繋がっている。これらは人道的な目的で空中投下ないし配布した難民救済用の食糧パック"HDR"（Humanitarian Daily Rations）（レーション）が、類似した黄色のビニール袋で包装されていたため、更なる混乱を煽っていると非難された事例もある。2003年のイラクでも、配布された食料パックと弾体が似ているとして同種の問題が指摘され、混乱を避けるため、後に食料パックはオレンジ色に変更された。
- HDR (Humanitarian Daily Rations)
- BLU-97クラスター爆弾（英文・写真付き）

## 不発弾の処理

### 日本における不発弾の扱い
不発弾処理は特に危険であるため、自衛隊内でも特に専門教育を修了した隊員のみが実施する業務となる。陸上自衛隊および航空自衛隊では、不発弾処理要員として一定以上の資格を持つ隊員に対して不発弾処理徽章が授与される。
不発弾を発見した場合、いつ爆発発火するか予測が付かず大変危険であるため、無闇に触らず、その場から直ちに離れて119番、または110番通報（海上の場合は118番）することが奨められている。
2023年には全国で1852件34.9t、内441件19.7tが沖縄県で処理されている。
第二次世界大戦において空襲を受けた市街地や、地上戦の行われた沖縄、硫黄島などの各種建設現場（マンションなどの再開発、鉄道の連続立体交差工事など）や海岸から不発弾が発掘されることは現在でも珍しくなく、大規模な空襲を受けなかった京都でも戊辰戦争当時の砲弾が発掘された事例もある。これらの自衛隊外で発生した不発弾を部外不発弾と呼び、陸上自衛隊は各警察本部長から、海上自衛隊は自治体からの要請で処理にあたっている。原則として、陸上で発見された不発弾及び漂着機雷等は陸上自衛隊が処理し、浮遊機雷や海上自衛隊が直接通報を受けた漂着機雷等は海上自衛隊が処理する。
実際に戦争で使われたものではなく、演習場での実弾演習時にも砲弾などの不発弾は一定量発生し得る。このような物は部内不発弾と呼び、通常はただちに爆破処理されるので社会的な問題になることはない。しかし、中には演習場に入り込んだ軍事マニアらが不発弾を持ち出し、演習場外で誤って爆発させてしまうという事故も発生している。
これら不発弾は所持だけでも爆発物取締罰則にて罪に問われる。過去の爆発（爆死）事故事例では、マニアが持ち出した砲弾を置物に改造しようとして、信管を外そうとしている内に誤って爆発させてしまったケースなどが報じられており、このほか爆死した自衛官の家宅捜索で違法な火器・爆発物収集マニア向けに加工不発弾などを販売するため貯えていたと見られる大量の武器弾薬が発見されたことから、周辺住民退避の上で不発弾処理班が出動したケースも2003年に報じられている（→沖縄・自衛官爆死事件）。
沖縄県では観光客や修学旅行生が海岸などで沖縄戦の不発弾を偶然見つけて拾得し、持ち帰ろうとして那覇空港などの検査場で発見され、回収される事例が起こっている。
戦時中、沖縄ではアメリカ軍によって約20万トンもの弾薬が使われ、そのうち約1万トンが不発弾として残ったと推定されている。戦後、米軍と地元住民が半分ほど処理し、日本復帰後は自衛隊が担当、陸上自衛隊は4万件以上を処理したとされる。沖縄では戦後、わかっているだけで700人以上が爆発事故で命を落としている。
日本国内における、第二次世界大戦で使用された不発弾による事故としては以下のような例がある。
- 1974年3月2日、沖縄県那覇市小禄で下水道工事中に日本軍が埋めていた改造地雷が爆発し、付近の聖マタイ幼稚園や家屋に被害を及ぼし、同園の園児を含む4人が死亡、34人が負傷する事故が発生している[19]。
- 1992年11月4日、大分県大分市のバイク店で爆発事故があり、店舗が全壊・焼失して地面にえぐる様に大きな穴が開き、経営者の妻が重傷を負った。当初はガス爆発と思われたが、大分県警察と消防による現場検証で金属片が見つかったこと、さらに科学警察研究所で調査した結果、爆発したのは第二次世界大戦時における米軍の不発弾であることが判明した。

- 1999年2月9日午後3時半ごろ、三重県桑名郡木曽岬町の道路工事現場で地中に埋まっていた米軍の2000ポンド爆弾(重さ約1トン)と見られる不発弾が爆発、作業員1人が死亡した。現場は三重県と愛知県の県境を流れる鍋田川の三重県側河川敷。

- 2009年1月14日、沖縄県糸満市で水道工事において建設重機での道路掘削中に不発弾が爆発。 重機を運転していた作業員など2人が重軽傷を負った。戦後64年が経過しても不発弾は爆発することを示す事件となった。

- 2024年10月2日、宮崎県宮崎市宮崎空港において滑走路に埋まっていた米軍の500ポンドと見られる不発弾が爆発。死傷者は出なかったものの滑走路が約1メートル陥没し、同空港を発着する航空便が終日欠航となった。
- 2025年6月9日、沖縄県読谷村の不発弾を一時保管する施設で不発弾を民間の処理委託業者に渡す仕分けのために表面のよごれを除去していた作業中、米軍の「75ミリ対戦車榴弾」が爆発、自衛隊員4人が怪我をした[20]。

実際に不発弾処理作業が行われる場合、災害対策基本法第63条に基づく警戒区域が設定され、周辺を封鎖し、安全を確保して行われる。封鎖地域への立ち入りは禁止され、地域内の住民や病院に入院中の患者などは地域外への避難を余儀なくされる。特に都市部の幹線道路や鉄道路線が封鎖地域にかかる場合、道路の通行止めや列車の運行が中止されるため、影響が大きい。そのため通勤・通学などへの影響が少ない日曜日に行われることが多い。なお、撤去後の弾薬については、かつては海中投棄も行われていたが、2007年以降、海洋汚染防止のため、全て陸上処理されることとなった。
不発弾に信管があり、外すことができる場合には、現地で外した上で自衛隊駐屯地等へ搬出した後に爆破処理するが、信管を外すことができない場合には現地で爆破処理を行う。沖縄県の現地処理の一例では、不発弾の近隣に数mの深さの穴を用意し、筒状に組み立てたライナープレートや大型土のうで飛散防止対策を講じてから不発弾を穴の中へ移動させて爆発させる。
先の1974年聖マタイ幼稚園の事故では、被害者及び遺族らは国に補償を求めた、8か月間にわたる交渉の末に国は賠償責任を負う形ではなく見舞金として支払うことを閣議で政治決定した。当時もう一つ、新島で不発弾で死者が出る事件があり、その裁判が12月中旬に判決が出ることになっていた為、国家賠償法による賠償責任問題が戦争責任問題に発展することを懼れ、その前に事件解決を急いだとする説がある。政府は国としての扱いについては明言していない。しかし、沖縄県の防災危機管理課によると、沖縄では、不発弾の爆発で生じた民間人の被害に対する国からの補償は、補償金ではなく「見舞金」という形で存在しているとする。2009年1月に糸満市で起きた不発弾爆発事故をきっかけにできたもので、「沖縄特別振興対策調整費」の一部（「事業名：沖縄県不発弾等安全基金」）として、条例に基づき死亡の場合1,000万円、負傷の場合は程度によって750万-314万円を沖縄県が支払うことになっている。
他方で、不発弾の処理に掛かった費用については、負担先を規定する法令が存在せず、このため処理費については、不発弾が見付かった土地の所有者に対して求めるケースが多い。これに関連して、2015年5月9日に大阪市浪速区日本橋で行われた不発弾処理で、不発弾の発見された土地の所有者が、大阪市に対し「不発弾処理は戦後処理の一環であり、行政が責任を負うべきである」として、大阪市を相手取り大阪地方裁判所に、処理費の返還を求める訴訟を提起し係争中である。また、この訴訟に絡み、大阪市側も日本政府に対し「戦後処理は国の責任である」として訴訟参加を求めたものの応じなかったため、土地所有者は国を相手取り同年12月9日に新たに同地裁に訴えを起こした。2018年2月、訴訟は所有者側の敗訴となった。